# Associazione Sportiva Reggina 1953-1954
Questa pagina raccoglie i dati riguardanti l'Associazione Sportiva Reggina nelle competizioni ufficiali della stagione 1953-1954.

## Stagione
La squadra, allenata da Enzo Dolfin, ha concluso il girone H della IV Serie 1953-1954 al terzo posto.

## Rosa
| N. |                   | Ruolo | Calciatore         |
| -- | ----------------- | ----- | ------------------ |
| -  | Italia (bandiera) | P     | Dini               |
| -  | Italia (bandiera) | P     | Zini               |
| -  | Italia (bandiera) |       | Belli              |
| -  | Italia (bandiera) |       | Crea               |
| -  | Italia (bandiera) |       | Meini              |
| -  | Italia (bandiera) | D     | Rolando Appolloni  |
| -  | Italia (bandiera) | A     | Ernesto Scarlattei |
| -  | Italia (bandiera) |       | Fazi               |
| -  | Italia (bandiera) |       | Piacentini         |

| N. |                   | Ruolo | Calciatore      |
| -- | ----------------- | ----- | --------------- |
| -  | Italia (bandiera) |       | Geraci          |
| -  | Italia (bandiera) |       | Panella         |
| -  | Italia (bandiera) | C     | Alberto Gatto   |
| -  | Italia (bandiera) | D     | Antonio Bumbaca |
| -  | Italia (bandiera) |       | Sisinni         |
| -  | Italia (bandiera) |       | Baldasserini    |
| -  | Italia (bandiera) |       | Curti           |
| -  | Italia (bandiera) |       | Masnada         |

## Piazzamenti
- IV Serie: 3º posto.